# Баудинст
Баудинст (нем. Baudienst — полное наименование нем. Baudienst im Generalgouvernement) — строительная служба, созданная в начальный период Второй мировой войны немецкими оккупационными властями, в организационном отношении подчинённая Имперской службе труда.

## Описание
Первый филиал службы был создан 1 декабря 1940 года в Кракове. В дальнейшем филиалы службы были созданы на всей территории «генерал-губернаторства», за исключением Варшавы. Целью организации являлось обеспечение рейха бесплатной рабочей силой.
Строительные отряды «Baudienst» применялись на строительных, дорожных, ремонтно-восстановительных и иных принудительных работах.
В отряды «Baudienst» набирали местных жителей, за исключением евреев, при этом из поляков и украинцев создавали раздельные отряды. Филиалы в дистрикте Галиция действовали под наименованием «Служба Труда» (укр. Служба Праці). В 1942 году гитлеровцы мобилизовали в «Баудинст» украинских юношей 1922 года рождения, а в 1943 году — юношей 1923 г. р.
В частности, в Коломые была создана «баукомпания» — строительная рота и комендатура «Baudiensthauptstelle», которая помещалась на теперешней улице Ивана Франко.